# I’ll Kill You
«I’ll Kill You» — дебютный сингл японской метал-группы X Japan (на тот момент — X), изданный 15 июня 1985 года.
В 1988 году Ёсики объяснил, что песня не про убийство людей, как можно предположить по названию, — это песня о любви в духе недовольной супружеской пары. Весь тираж записи в количестве 1000 копий был распродан. На обложке изображены многочисленные фотографии трупов, сделанные во время войны во Вьетнаме.
Новая версия заглавной песни позже была включена в первый альбом группы Vanishing Vision, а изменённая версия песни «Break the Darkness» вошла в сэмплер-альбом Heavy Metal Force III, выпущенный в ноябре 1985 года. Французская симфоник-блэк-метал-группа Anorexia Nervosa записала кавер-версию «I’ll Kill You», которая стала бонусной композицией японского издания альбома 2004 года Redemption Process и позже вошла в мини-альбом 2005 года The September EP.

## Список композиций
Автор всех композиций — Ёсики.
| №  | Название             | Длительность |
| -- | -------------------- | ------------ |
| 1. | «I’ll Kill You»      | 3:21         |
| 2. | «Break the Darkness» | 4:13         |

## Участники записи
- Тоси — вокал
- Терри — гитара
- Томоюки — гитара
- Ацуси — бас-гитара
- Ёсики — ударные